# Row Your Boat
Row Your Boat is een misdaaddrama uit de Verenigde Staten
uit 2000 met Jon Bon Jovi in de hoofdrol.

## Verhaal
Jamey Meadows wordt vrijgelaten uit de gevangenis en doolt dakloos rond
in de straten van New York. Hij slaat constant aanbiedingen van
zijn broer Gil af om terug in de misdaadwereld te stapen. In de plaats neemt
hij een baan als censusteller. Hiervoor moet hij van deur tot deur gaan
voor de volkstelling. Op een dag ontmoet hij zo de jonge Chinese
immigrante Chun Hua die een man en baby heeft en net als hij
ontevreden is over haar leven. Gebruik makend van haar slechte Engels
stelt Meadows steeds persoonlijker vragen onder het mom van zijn taak.
Langzamerhand krijgen de twee een relatie. Dan komt zijn broer Gil terug
die tot over zijn oren in de schulden zit en een Chinese gangster achter
zich aan heeft. Daardoor vreest Meadows voor zijn en voor Hua's leven
.

## Rolbezetting
| Acteur           | Personage     | Opmerkingen           |
| ---------------- | ------------- | --------------------- |
| Jon Bon Jovi     | Jamey Meadows |                       |
| Ling Bai         | Chun Hua      |                       |
| William Forsythe | Gil Meadows   |                       |
| Jill Hennessy    | Patti         |                       |
| Peter Kwong      | Tony Lo Fat   |                       |
| John Ventimiglia | Anton         |                       |
| Diane Chang      | Han Feng      |                       |
| Quentin Heggs    | Jiggy         |                       |
| Thomas Lennon    |               | censusteller          |
| Bridget Moynahan |               | eigenares appartement |
| Alysia Reiner    |               | scènes geschrapt      |
| Joey Vega        |               |                       |
| Alvin Walker     |               | vriend van Jamey      |
| Huan Wang        |               | man van Chun Hua      |